# George Gordon, II marchese di Huntly
George Gordon, II marchese di Huntly (1592 – 1649), è stato un nobile inglese.

## Biografia
Era il figlio primogenito di George Gordon, I marchese di Huntly, e di sua moglie Lady Henrietta Stewart, figlia di Esmé Stewart, I duca di Lennox.
Venne creato visconte di Aboyne da Carlo I.
Nella guerra civile si distinse come un realista, e nel 1647 è stato escluso dal perdono generale. Nel marzo 1649 venne catturato e fu decapitato per ordine del parlamento scozzese a Edimburgo.
Fu nominato cavaliere del Bagno nel 1610 e membro del Privy Council nel 1616.

## Matrimonio
Sposò nel 1607 Lady Anne Campbell, figlia di Archibald Campbell, VII conte di Argyll e di sua moglie Lady Agnes Douglas. Ebbero otto figli:
- Lady Henrietta Gordon (?-1651), sposò in prime nozze George Seton, Lord Seton, ebbero un figlio. Sposò in seconde nozze John Stewart, II conte di Traquair;
- James Gordon, II visconte di Aboyne (1620-1648);
- Lewis (1626-1653);
- Charles (1638-1681);
- Lady Jean Gordon (?-1655), sposò Thomas Hamilton, II conte di Haddington, ebbero una figlia;
- Lady Anne Gordon (?-9 gennaio 1656), sposò James Drummond, III conte di Perth, ebbero tre figli;
- George Gordon, Lord Gordon (?-2 luglio 1645);
- Lady Mary Gordon, sposò Alexander Irvine, XI Drum, ebbero quattro figli.
- Catherine Gordon, divenne dama di compagnia di Maria Luisa Gonzaga, regina di Polonia, consorte di entrambi i fratelli re Ladislao IV Vasa e Giovanni II Casimiro; sposò Jan Andrzej Morsztyn, con cui ebbe dei figli. Tra i discendenti, figura anche il pronipote Stanislao II Augusto di Polonia.[1]